# Biogeosciences
Biogeosciences ist eine begutachtete wissenschaftliche Fachzeitschrift, die von Copernicus Publications herausgegeben wird. Sie publiziert unter Open Access und veröffentlicht Originäre Forschungsarbeiten und Reviews zu allen Themen, die Interaktionen von biologischen, chemischen und physikalischen Prozessen mit Geosphäre, Hydrosphäre und Atmosphäre betreffen. Ziel ist es, traditionelle Fachgrenzen zu überschreiten und damit eine interdisziplinäre Forschung zu ermöglichen.
Der Impact Factor lag im Jahr 2016 bei 3,851, der fünfjährige Impact Factor bei 4,618. Damit lag die Zeitschrift beim zweijährigen Impact Factor auf Rang 35 von 153 wissenschaftlichen Zeitschriften in der Kategorie „Ökologie“ und auf Rang 20 von 188 Zeitschriften in der Kategorie „multidisziplinäre Geowissenschaften“.